# کارمن آمایا
کارمن آمایا (انگلیسی: Carmen Amaya; ۲ نوامبر ۱۹۱۳ – ۱۹ نوامبر ۱۹۶۳) خواننده و رقصنده کولی فلامنکو اهل اسپانیا بود.
از فیلم‌ها یا برنامه‌های تلویزیونی که وی در آن نقش داشته‌است می‌توان به فلامنکو اشاره کرد.